# Alessandro Fei (pallavolista)
Alessandro Fei (Saronno, 29 novembre 1978) è un dirigente sportivo ed ex pallavolista italiano, giocava nel ruolo di centrale e opposto.

## Carriera
La carriera pallavolistica di Alessandro Fei, prima centrale poi convertito in opposto, comincia nel 1993 nel Foiano Pallavolo, in Serie C. Nel 1994 viene ingaggiato dalla Petrarca Padova, con cui milita nella squadra giovanile, mentre nella stagione 1995-96 viene promosso in prima squadra facendo il suo esordio in Serie A1: con il club veneto resta legato anche per le due stagioni successive; l'8 maggio 1998 fa il suo esordio in nazionale durante una partita contro la Polonia e lo stesso anno vince il campionato mondiale in Giappone.
Nella stagione 1998-99 passa all'Associazione Sportiva Volley Lube di Macerata dove resta per tre stagioni, vincendo la Coppa Italia 2000-01 ed una Coppa CEV; con la nazionale vince una medaglia di bronzo ai Giochi della XXVII Olimpiade di Sydney nel 2000, una medaglia d'oro al campionato europeo 2001 e due ori ed un argento in tre edizioni della World League.
Nella stagione 2001-02 viene ingaggiato dal Volley Treviso, club con il quale istanurerà un lungo rapporto dalla durata di ben undici stagioni: in questo lungo lasso di tempo si aggiudica quattro scudetti, di cui tre consecutivi, tre Coppe Italia, cinque Supercoppe italiane, la Champions League 2005-06, la Coppa CEV 2002-03 (antenata della Challange Cup) e la Coppa CEV 2010-11. Con la nazionale vince una medaglia d'argento ed una di bronzo rispettivamente ai giochi olimpici di Atene 2004 e Londra 2012, in questo ultimo caso giocando da centrale, due medaglie d'oro al campionato europeo 2003 e 2005, un bronzo ed un argento alla World League 2003 e 2004 ed una medaglia di bronzo alla Grand Champions Cup 2005.
A seguito della rinuncia alla partecipazione alla Serie A1 della squadra trevigiana, nella stagione 2012-13 passa alla Pallavolo Piacenza, dove resta per due annate, con cui vince la Challenge Cup 2012-13 e la Coppa Italia 2013-14, venendo premiato anche come MVP; nella stagione 2014-15 torna nuovamente alla Lube, che nel frattempo si è definitivamente spostata a Treia, con cui vince la Supercoppa italiana.
Nella stagione 2016-17 veste la maglia della Top Volley di Latina, per poi ritornare al club di Piacenza per l'annata 2017-18, sempre in Serie A1. Per il campionato 2018-19 si accasa alla neonata You Energy di Piacenza, in Serie A2 con cui si aggiudica la Coppa Italia di categoria vincendo nell'occasione anche il premio come miglior giocatore della manifestazione e ottiene la promozione in massima serie, dove milita nella stagione successiva con la stessa società: al termine del campionato annuncia il suo ritiro dall'attività agonistica, per diventare team manager della società piacentina; nel 2022 ne diventa il direttore sportivo.

## Palmarès

### Club
- Campionato italiano: 4

2002-03, 2003-04, 2004-05, 2006-07
- Coppa Italia: 5

2000-01, 2003-04, 2004-05, 2006-07, 2013-14
- Coppa Italia di Serie A2: 1

2018-19
- Supercoppa italiana: 6

2001, 2003, 2004, 2005, 2007, 2014
- Champions League: 1

2005-06
- Coppa CEV: 1

2010-11
- Coppa CEV/Challenge Cup: 3

2000-01, 2002-03, 2012-13

### Premi individuali
- 2004 - Supercoppa italiana: MVP
- 2005 - Supercoppa italiana: MVP
- 2005 - Grand Champions Cup: Miglior attaccante
- 2006 - Champions League: MVP
- 2006 - Champions League: Miglior servizio
- 2011 - Serie A1: Miglior attaccante[3]
- 2014 - Coppa Italia: MVP
- 2019 - Coppa Italia di Serie A2: MVP